# ブルース・ベネット
ブルース・ベネット（英: Bruce Bennett、1906年5月19日 - 2007年2月24日）は、アメリカ合衆国の俳優、陸上競技選手。1928年アムステルダムオリンピックで銀メダルを獲得した。別名：ハーマン・ブリックス (Herman Brix)。

## 経歴
ワシントン州タコマに生まれ、元はハーマン・ブリックスと名乗っていた。ワシントン大学に進学し、在学中の1926年にはアメリカンフットボールでローズボウルに出場している。1928年にはアムステルダムオリンピックに出場、砲丸投の選手として銀メダルを獲得した。また、1930年には16m04、1932年には16m07と、世界タイ記録を2度樹立している。
1931年にはMGM（メトロ・ゴールドウィン・メイヤー）のトーキー映画『類猿人ターザン』(Tarzan the Ape Man)の主役に決定する。しかし、ブリックスが別の映画の製作中に骨折したため、ターザン役はジョニー・ワイズミュラー（1924年、1928年のオリンピック競泳金メダリスト）に変更された。なお、ブリックスはこの怪我のため、1932年ロサンゼルスオリンピックにも出場することができなくなった。
原作者のエドガー・ライス・バローズは、MGMのターザンに不満だった。そのため、自ら映画会社を興し、ブリックスを主役にした新しいシリーズを製作する。『ターザンの新冒険』(The New Adventures of Tarzan)（1935年）、『鉄腕ターザン』(Tarzan and the Green Goddess)（1938年）の2本がそれである。
ブリックスにはターザンのイメージがついていたことから、映画プロデューサーは、アクション役として起用することが多かった。そのためコロムビア映画に移籍し、名前を「ブルース・ベネット」に改名した。その後は、大作映画からB級、お笑いまで、コロムビア映画の脇役としての出演が多くなった。しかし、第二次世界大戦に出征するため、しばらく映画から離れた。
1940年代から1950年代にかけて出演した映画は、以下のようなものがある。
- 『サハラ戦車隊』（1943年）
- 『ミルドレッド・ピアース』（1945年）
- 『愛情のすきま風』（1947年）
- 『潜行者』（1947年）
- 『黄金』（1948年）
- 『ミステリー・ストリート』（1950年）
- 『突然の恐怖』（1952年）

1960年代になると実業家として活躍するようになる。2006年に100歳の誕生日を迎えたが、翌年に死亡した。